# Marcelle Natureza

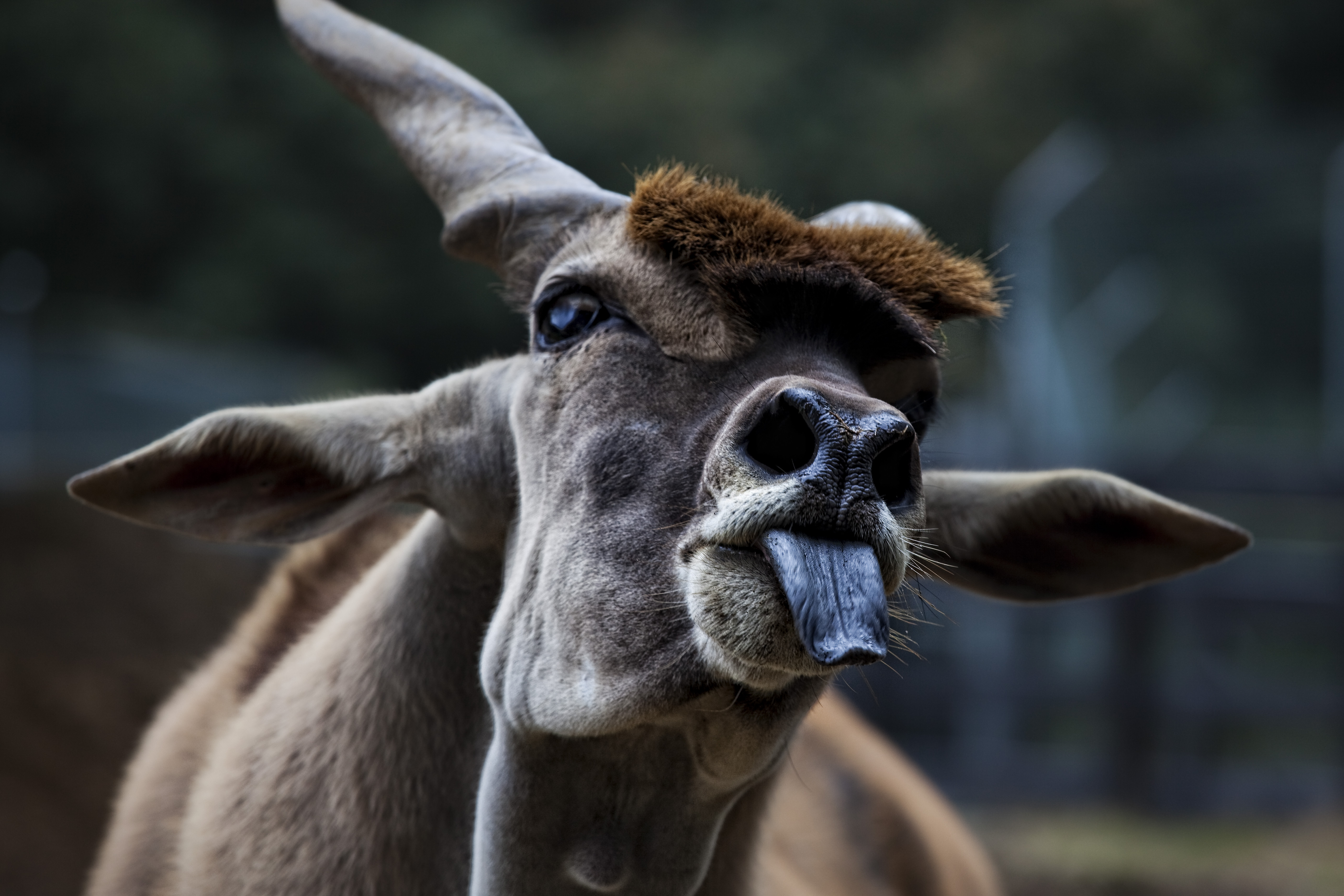
Eland común en Marcelle Natureza

Marcelle Natureza es un parque zoológico localizado en el municipio gallego de Outeiro de Rey.
Los animales se alojan en condiciones que permitan la satisfacción de sus necesidades físicas y psicológicas y proceden de otros zoos, centros de recuperación o centros de rescate, nunca de capturas de animales en libertad.
En el parque podrás disfrutar de especies de la fauna autóctona, entre las que destacarían el lobo ibérico, el jabalí y el oso pardo; así como especies exóticas como por ejemplo bisontes, linces boreales, suricatos, avestruces, dromedarios, ualabíes, cebras, capibaras o lémures entre otros.
En el parque se pueden encontrar especies de la fauna autóctona, entre las que destacarían el lobo ibérico, el jabalí y el oso pardo; así como especies exóticas como por ejemplo bisontes, linces boreales, suricatas, avestruces, dromedarios, ualabíes, capibaras o lémures entre otros.

## Animales
- Águila calzada
- Águila culebrera
- Ánade real
- Avestruz
- Bisonte americano
- Búho de Bengala
- Buitre leonado
- Burro africano
- Burro doméstico
- Caballo Falabella
- Cabra enana
- Cabra montesa
- Capibara
- Cebra
- Ciervo axis
- Ciervo del Padre David
- Cisne mudo
- Cobo de agua
- Dromedario
- Eland común
- Emú
- Gacela dama
- Guanaco
- Insecto palo
- Jabalí
- Jineta
- Lémur de cara blanca
- Lince boreal
- Lobo ibérico
- Macaco cangrejero
- Mangosta rayada
- Mara patagónica
- Mono capuchino marrón
- Muflón de Córcega
- Ñandú
- Oca doméstica
- Oso pardo
- Papión sagrado
- Pavo real
- Puercoespín africano
- Reno
- Sitatunga
- Suricata
- Tarántulas (11 especies distintas)
- Tití común
- Tortuga caimán
- Tortuga de espuelas africana
- Tortuga leopardo
- Ualabí de Bennet
- Visón europeo
- Wapiti
- Zorro rojo